# Bradina tormentifera
Bradina tormentifera là một loài bướm đêm trong họ Crambidae.